# فيليبي باستوس
فيليبي باستوس (بالبرتغالية: Fellipe Bastos‏) (1 فبراير 1990 بريو دي جانيرو في البرازيل - ) هو لاعب كرة قدم برازيلي في مركز الوسط. شارك مع منتخب البرازيل تحت 15 سنة لكرة القدم ومنتخب البرازيل تحت 17 سنة لكرة القدم. أما مع النوادي، فقد لعب مع بوتافوغو ريغاتاس وغريميو بورتو أليغرينزي ونادي آيندهوفن ونادي العين ونادي بنفيكا ونادي بونتي بريتا ونادي بيلينينسش ونادي سيرفيت ونادي فاسكو دا غاما.

## روابط خارجية
- فيليبي باستوس على موقع قاعدة بيانات كرة القدم.إي يو (الإنجليزية)
- فيليبي باستوس على موقع ليكيب (الفرنسية)
- فيليبي باستوس على موقع Soccerway.com (الإنجليزية)